# 上塔夸里
上塔夸里是巴西马托格罗索州的一个市镇。总面积1394.76平方公里，总人口6118人，人口密度4.4人/平方公里。